# لاولیس (فیلم)
لاولِیس (به انگلیسی: Lovelace) فیلم زندگی‌نامه‌ای درام محصول ۲۰۱۳ دربارهٔ لیندا بورمن بازیگر فیلم‌های پورنو مشهور به لیندا لاولیس به کارگردانی راب اپشتاین و جفری فریدمن است.

## خلاصه داستان
داستان فیلم دربارهٔ لیندا لاولیس است، کسی که به اجبار شوهر خود وارد صنعت پورنوگرافی شد.

## بازیگران
- آماندا سایفرد در نقش لیندا لاولیس
- پیتر سارسگارد
- شارون استون
- رابرت پاتریک
- اریک رابرتز
- جیمز فرانکو در نقش هیو هفنر
- هانک آزاریا
- دبی مازار
- وس بنتلی